# Triviale schakel

Een 2-componenten triviale schakel.

In de knopentheorie, een deelgebied van de topologie, is een triviale schakel een schakel, die  (onder omgevende isotopie) equivalent is aan een eindige hoeveelheid disjuncte cirkels in het vlak.

## Eigenschappen
- Een schakel met een component is dan en slechts dan een triviale link als deze schakel isotoop is aan de triviale knoop.

## Voorbeelden
- De Hopf-schakel is een simpel voorbeeld van een schakel met twee componenten, die geen triviale schakel is.
- De Borromeaanse ringen vormt een schakel met drie componenten, die geen triviale schakel is; elk paar van twee ringen van een Borromeaanse ring afzonderlijk vormt echter een twee-componenten triviale schakel.